# (3535) Дитте
(3535) Дитте (лат. Ditte) — типичный астероид главного пояса, открыт 24 сентября 1979 года советским астрономом Николаем Черных в Крымской астрофизической обсерватории и 28 апреля 1991 года назван в честь главной героини романа «Дитте — дитя человеческое».

## Обнаружение и именование
(3535) Дитте
Открыт 24 сентября 1979 года в Научном Н. С. Черных.
Названа в честь главной героини романа «Дитте — дитя человеческое» датского писателя Мартина Андерсена-Hексё (1869—1954).
Оригинальный текст (англ.)3535 Ditte
Discovered 1979-09-24 by Chernykh, N. at Nauchnyj.
Named for the principal heroine of «Ditte, a human child», a novel by the Danish writer Martin Andersen Nex (1869—1954).
Источники: DISCOVERY.DB; M.P.C. 18138.

## Орбита

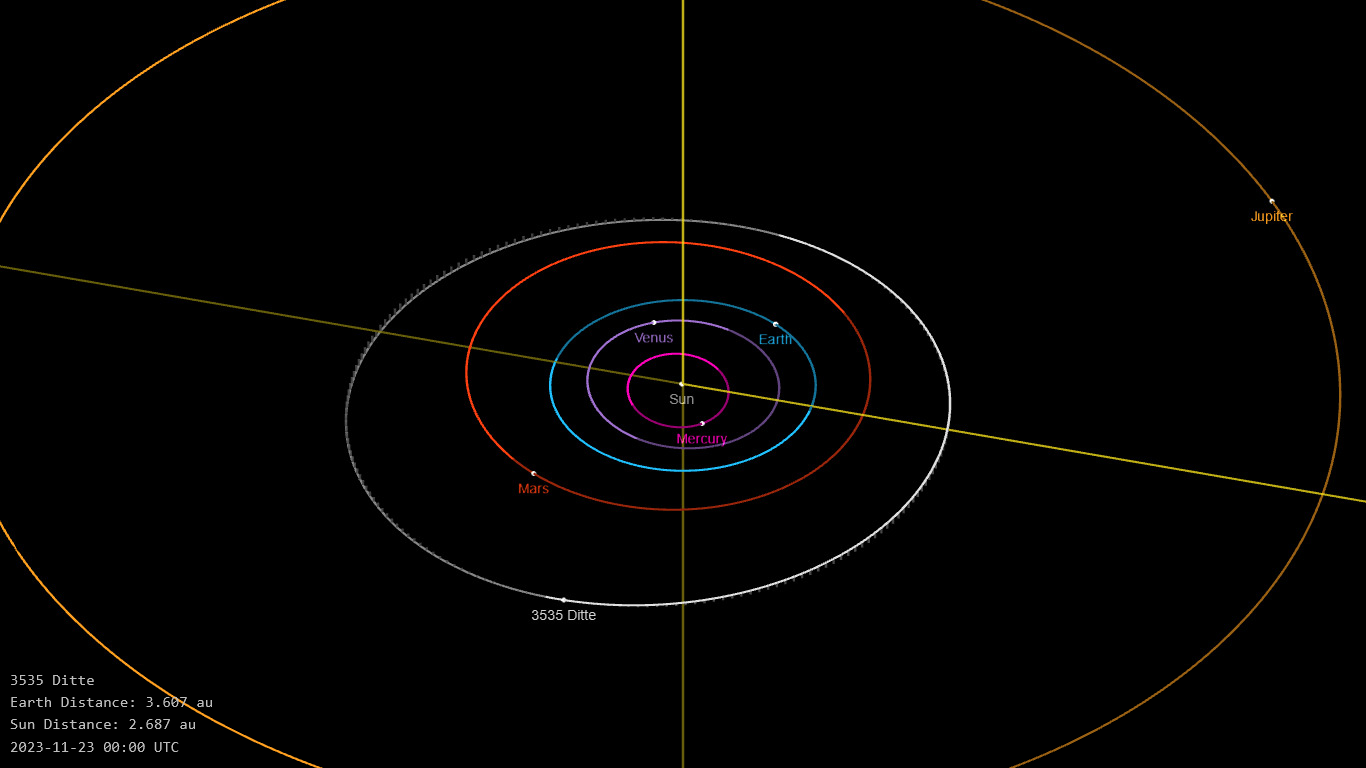
Орбита астероида Дитте и его положение в Солнечной системе

## Физические характеристики
Астероид относится к таксономическому классу S.
По результатам наблюдений в видимом и ближнем инфракрасном диапазоне космического телескопа NEOWISE и наблюдений в инфракрасном диапазоне спутника Akari диаметр астероида оценивался равным 7,082±0,160 км, 7,21±0,54 км, 4,79±1,31 км, 5,74±1,87 км, 5,61±1,64 км и 4,33±0,97 км, 4,77±1,35 км и 6,10±1,65 км. Согласно тем же источникам альбедо оценивается как 0,0970±0,0156, 0,094±0,015, 0,13±0,09, 0,07±0,07, 0,097±0,016, 0,081±0,073 и 0,136±0,068, 0,112±0,101 и 0,069±0,061.